# Oberwennerscheid
Oberwennerscheid ist ein Dorf in der Gemeinde Neunkirchen-Seelscheid im nordrhein-westfälischen Rhein-Sieg-Kreis. Am 31. Dezember 2020 hatte die Ortschaft 374 Einwohner.

## Geographische Lage
Oberwennerscheid liegt im Bergischen Land knapp 2 km südöstlich von Seelscheid, dem nördlichen Hauptort von Neunkirchen-Seelscheid. Es befindet sich im Naturpark Bergisches Land auf dem Höhenrücken Wennerscheid südöstlich oberhalb des Wahnbachtals, in dem die Landesstraße 189 verläuft. Der südwestliche Nachbarort ist Niederwennerscheid.